# Lopidea fuscosa
Lopidea fuscosa är en insektsart som beskrevs av Knight 1968. Lopidea fuscosa ingår i släktet Lopidea och familjen ängsskinnbaggar. Inga underarter finns listade i Catalogue of Life.